# Borneo
Borneo je otok, ki leži v sredini Malajskega otočja v jugovzhodni Aziji. S površino 743.330 km² je za Grenlandijo in Novo Gvinejo tretji največji otok na svetu.
Politično si otok delijo države Indonezija, Malezija in Brunej. Južni, indonezijski del se imenuje Kalimantan, vendar s tem imenom Indonezijci označujejo celoten otok. Severni del v večji meri zavzema Vzhodna Malezija z administrativnima regijama Sabah in Sarawak, ki na kopnem popolnoma obkroža državo Brunej.

## Geografija in ekologija
Borneo na severu in severozahodu obdaja Južno Kitajsko morje, na severovzhodu Celebeško morje, na jugu pa Javsko morje. Zahodno od njega ležita Malajski polotok in Sumatra, južno Java, vzhodno Sulavezi in severovzhodno Filipini.
Najvišji vrh je Mount Kinabalu v malezijski regiji Sabah. Njegov vrh je visok 4.095 m, s čimer je Borneo tretji najvišji otok na svetu.
Območje je izredno bogato s stališča biodiverzitete. Z otoka je poznanih okoli 15.000 vrst kritosemenk, 3000 vrst dreves, 221 vrst kopenskih sesalcev in 420 vrst tam gnezdečih ptičev, mnogo od katerih je endemnih. Območja deževnega gozda na njem so edini naravni habitat nekaterih ogroženih vrst, kot je drevesni leopard vrste Neofelis diardi.
Danes prvotnega deževnega gozda zaradi izsekavanja skoraj ni več. Približno polovica svetovne proizvodnje tropskega lesa prihaja z Bornea, poleg tega pa deževni gozd krčijo tudi za plantaže, na katerih pridelujejo palmovo olje. To povzroča mnoge okoljske težave, kot je osiromašenje prsti in erozijo.

## Prebivalstvo
Na otoku živi okoli 17,7 milijonov ljudi, od tega 12,9 milijonov na indonezijskem, 4,7 milijona na malezijskem delu in okoli 100.000 v Bruneju. Preživljajo se večinoma s kmetijstvom in izkoriščanjem bogatih virov naravnih surovin, kot je nafta. Okoli 2,2 milijona je domorodcev, ki pripadajo ljudstvu Dayak in živijo predvsem v notranjosti.
Indonezijska vlada je v 1970. in 1980. letih izvajala intenziven program preseljevanja revnih kmetov na Borneo, s čimer so poskušali zmanjšati prenaseljenost Jave. Novi prebivalci so prej izsekane površine spremenili v njive, vendar je ob izginotju dreves prst kmalu postala presiromašna za rast kulturnih rastlin in s tem neprimerna za obdelovanje.